# 阿莫斯冰川
77°49′S 163°39′E / 77.817°S 163.650°E
阿莫斯冰川是南極洲的冰川，位於維多利亞地的斯科特海岸，全長6公里，以美國地質調查局的土木工程師命名，現時由南極條約體系管理。